# The Fireman's Daughter (film 1911)
The Fireman's Daughter è un cortometraggio muto del 1911 diretto da Lewin Fitzhamon.

## Trama
La figlia di un vigile del fuoco licenziato salva dalle fiamme, con il suo coraggioso intervento, i bambini del capitano dei pompieri.

## Produzione
Il film fu prodotto dalla Hepworth.

## Distribuzione
Distribuito dalla Hepworth, il film - un cortometraggio di 213 metri - uscì nelle sale cinematografiche britanniche nell'ottobre 1911.
Si conoscono pochi dati del film che, prodotto dalla Hepworth, fu distrutto nel 1924 dallo stesso produttore, Cecil M. Hepworth. Fallito, in gravissime difficoltà finanziarie, il produttore pensò in questo modo di poter almeno recuperare il nitrato d'argento della pellicola.